# Belgern-Schildau
Belgern-Schildau város Németországban, azon belül Szászország tartományban. Lakosainak száma 7495 fő (2023. december 31.). Belgern-Schildau Lossatal, Cavertitz és Dahlen községekkel határos.

## Városrészek
| - Ammelgoßwitz - Belgern - Bockwitz - Döbeltitz - Dröschkau - Kaisa - Kobershain - Lausa - Liebersee - Mahitzschen | - Neußen - Oelzschau - Plotha - Probsthain - Schildau - Seydewitz - Sitzenroda - Staritz - Taura - Wohlau |

## Népesség
A település népességének változása:
| Lakosok száma | 7771 | 7701 | 7579 | 7577 | 7495 |
|               | 2017 | 2019 | 2021 | 2022 | 2023 |